# Museo Luoyang

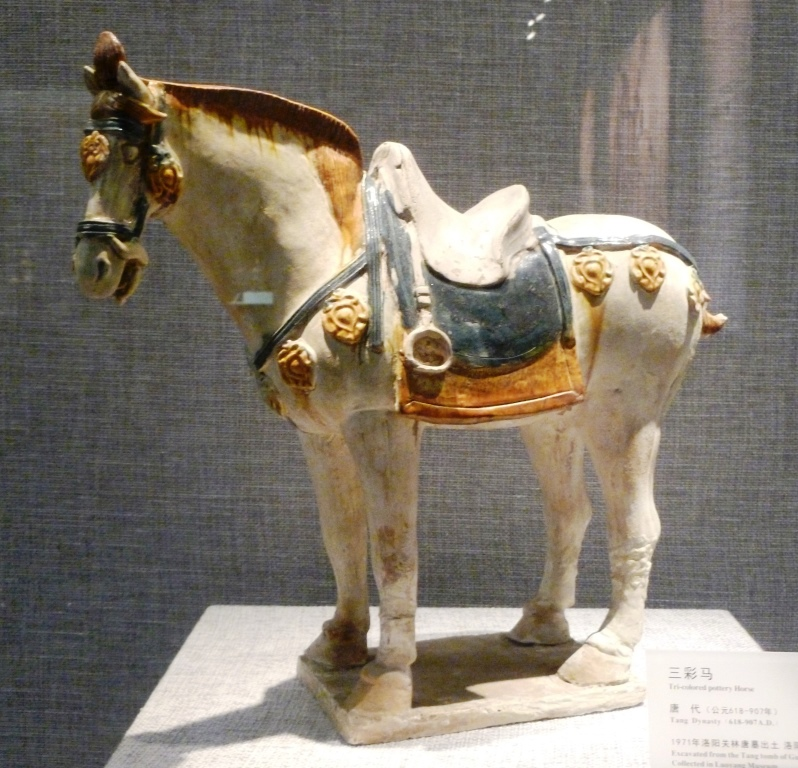
Caballo tricolor de la dinastía Tang en el Museo Luoyang en el 2011.

El Museo Luoyang (pinyin:Luòyáng bówùguǎn) es un museo de historia local ubicado en Luoyang, Provincia de Henan en China. Se encuentra en el valle del río amarillo, a unos 160 km al oeste de  Zhengzhou. Posee una rica colección que ilustra la herencia cultural de  Luoyang, un importante centro cultural de China, que fue capital de más de una docena de antiguas dinastías incluyendo la Xia y la East Zhou.
El museo fue inicialmente establecido en 1958 en Guanlin, a unos 7 km al sur de Luoyang. En 1973 fue mudado al lado norte de la ruta a  Zhongzhou, cerca del parque Wangcheng. El nuevo museo fue inaugurado en mayo de 1974. El museo aloja reliquias de excavaciones realizadas en las afueras de Luoyang, en la parte antigua de la ciudad. Ellos son elementos de palacios y templos. Estos artefactos representan elementos de la ciudad antigua que fue nueve veces capital, desde tiempos neolíticos hasta el año 937. Otros elementos arqueológicos se encuentran en el "Museo de las antiguas tumbas de Luoyang", pero el mismo se especializa en las más de 10,000 tumbas que se han excavado en la zona.